# Энергия (посёлок)
Эне́ргия — посёлок в Кинельском районе Самарской области. Входит в состав сельского поселения Кинельский.

## География
Посёлок находится на левобережье реки Большой Кинель, на расстоянии примерно 3 км (по прямой) к северо-востоку от города Кинель, административного центра района.

### Часовой пояс
Посёлок Энергия, как и вся Самарская область, находится в часовой зоне МСК+1. Смещение применяемого времени относительно UTC составляет +4:00.

## Население
| 2010 |
| ---- |
| 103  |

### Национальный состав
Согласно результатам переписи 2002 года, в национальной структуре населения русские составляли 82 % из 86 чел.